# Example/Diskografie
Diese Diskografie ist eine Übersicht über die musikalischen Werke des britischen Rappers und Sängers Example. Den Schallplattenauszeichnungen zufolge hat er bisher mehr als 5,5 Millionen Tonträger verkauft, davon alleine in seiner Heimat über 4,8 Millionen. Seine erfolgreichste Veröffentlichung ist die Single Changed the Way You Kiss Me mit über 1,4 Millionen verkauften Einheiten.

## Alben

### Studioalben
| Jahr | Titel                                | Höchstplatzierung, Gesamtwochen, AuszeichnungChartplatzierungen (Jahr, Titel, Platzierungen, Wochen, Auszeichnungen, Anmerkungen) | Höchstplatzierung, Gesamtwochen, AuszeichnungChartplatzierungen (Jahr, Titel, Platzierungen, Wochen, Auszeichnungen, Anmerkungen) | Höchstplatzierung, Gesamtwochen, AuszeichnungChartplatzierungen (Jahr, Titel, Platzierungen, Wochen, Auszeichnungen, Anmerkungen) | Höchstplatzierung, Gesamtwochen, AuszeichnungChartplatzierungen (Jahr, Titel, Platzierungen, Wochen, Auszeichnungen, Anmerkungen) | Anmerkungen                              |
| Jahr | Titel                                | DE | AT | CH | UK | Anmerkungen                              |
| ---- | ------------------------------------ | --- | --- | --- | --- | ---------------------------------------- |
| 2007 | What We Made                         | — | — | — | — | Erstveröffentlichung: 17. September 2007 |
| 2010 | Won’t Go Quietly                     | — | — | — | UK4 Gold · (35 Wo.)UK | Erstveröffentlichung: 21. Juni 2010      |
| 2011 | Playing in the Shadows               | DE43 (3 Wo.)DE | — | CH59 (1 Wo.)CH | UK1 Platin · (45 Wo.)UK | Erstveröffentlichung: 5. September 2011  |
| 2012 | The Evolution of Man                 | — | — | — | UK13 Gold · (16 Wo.)UK | Erstveröffentlichung: 18. November 2012  |
| 2014 | Live Life Living                     | — | — | — | UK8 (5 Wo.)UK | Erstveröffentlichung: 7. Juli 2014       |
| 2018 | Bangers & Ballads                    | — | — | — | — | Erstveröffentlichung: 17. August 2018    |
| 2020 | Some Nights Last for Days            | — | — | — | — | Erstveröffentlichung: 12. Juni 2020      |
| 2022 | We May Grow Old But We Never Grow Up | — | — | — | UK64 (1 Wo.)UK | Erstveröffentlichung: 17. Juni 2022      |

### Kompilationen
| Jahr | Titel | Höchstplatzierung, Gesamtwochen, AuszeichnungChartplatzierungen (Jahr, Titel, Platzierungen, Wochen, Auszeichnungen, Anmerkungen) | Höchstplatzierung, Gesamtwochen, AuszeichnungChartplatzierungen (Jahr, Titel, Platzierungen, Wochen, Auszeichnungen, Anmerkungen) | Höchstplatzierung, Gesamtwochen, AuszeichnungChartplatzierungen (Jahr, Titel, Platzierungen, Wochen, Auszeichnungen, Anmerkungen) | Höchstplatzierung, Gesamtwochen, AuszeichnungChartplatzierungen (Jahr, Titel, Platzierungen, Wochen, Auszeichnungen, Anmerkungen) | Anmerkungen                          |
| Jahr | Titel | DE | AT | CH | UK | Anmerkungen                          |
| ---- | ----- | --- | --- | --- | --- | ------------------------------------ |
| 2013 | #Hits | — | — | — | UK11 Gold · (4 Wo.)UK | Erstveröffentlichung: 5. August 2013 |

## Singles

### Als Leadmusiker
| Jahr | Titel Album                                            | Höchstplatzierung, Gesamtwochen, AuszeichnungChartplatzierungen (Jahr, Titel, Album, Platzierungen, Wochen, Auszeichnungen, Anmerkungen) | Höchstplatzierung, Gesamtwochen, AuszeichnungChartplatzierungen (Jahr, Titel, Album, Platzierungen, Wochen, Auszeichnungen, Anmerkungen) | Höchstplatzierung, Gesamtwochen, AuszeichnungChartplatzierungen (Jahr, Titel, Album, Platzierungen, Wochen, Auszeichnungen, Anmerkungen) | Höchstplatzierung, Gesamtwochen, AuszeichnungChartplatzierungen (Jahr, Titel, Album, Platzierungen, Wochen, Auszeichnungen, Anmerkungen) | Anmerkungen                                              |
| Jahr | Titel Album                                            | DE | AT | CH | UK | Anmerkungen                                              |
| --- | ------------------------------------------------------ | --- | --- | --- | --- | -------------------------------------------------------- |
| 2009 | Watch the Sun Come Up Won’t Go Quietly                 | — | — | — | UK19 Silber · (11 Wo.)UK | Erstveröffentlichung: 20. September 2009                 |
| 2010 | Won’t Go Quietly                                       | — | — | — | UK6 Gold · (23 Wo.)UK | Erstveröffentlichung: 17. Januar 2010                    |
| 2010 | Kickstarts Won’t Go Quietly                            | DE72 (2 Wo.)DE | AT35 (3 Wo.)AT | — | UK3 ×2Doppelplatin · (30 Wo.)UK | Erstveröffentlichung: 13. Juni 2010                      |
| 2010 | Last Ones Standing Won’t Go Quietly                    | — | — | — | UK27 (6 Wo.)UK | Erstveröffentlichung: 12. September 2010                 |
| 2010 | Two Lives Won’t Go Quietly                             | — | — | — | UK84 (1 Wo.)UK | Erstveröffentlichung: 14. November 2010                  |
| 2011 | Changed the Way You Kiss Me Playing in the Shadows     | DE8 Gold · (17 Wo.)DE | AT33 (15 Wo.)AT | CH20 (14 Wo.)CH | UK1 ×2Doppelplatin · (24 Wo.)UK | Erstveröffentlichung: 5. Juni 2011                       |
| 2011 | Stay Awake Playing in the Shadows                      | — | — | — | UK1 Silber · (10 Wo.)UK | Erstveröffentlichung: 28. August 2011                    |
| 2011 | Natural Disaster Playing in the Shadows                | — | — | — | UK37 (6 Wo.)UK | Erstveröffentlichung: 16. Oktober 2011 vs. Laidback Luke |
| 2011 | Midnight Run Playing in the Shadows                    | — | — | — | UK30 (9 Wo.)UK | Erstveröffentlichung: 4. Dezember 2011                   |
| 2012 | Say Nothing The Evolution of Man                       | — | — | — | UK2 (5 Wo.)UK | Erstveröffentlichung: 16. September 2012                 |
| 2012 | Close Enemies The Evolution of Man                     | — | — | — | UK37 (4 Wo.)UK | Erstveröffentlichung: 11. November 2012                  |
| 2013 | Perfect Replacement The Evolution of Man               | — | — | — | UK46 (4 Wo.)UK | Erstveröffentlichung: 24. Februar 2013                   |
| 2013 | All the Wrong Places Live Life Living                  | — | — | — | UK13 (2 Wo.)UK | Erstveröffentlichung: 6. September 2013                  |
| 2014 | Kids Again Live Life Living                            | — | — | — | UK13 (3 Wo.)UK | Erstveröffentlichung: 14. März 2014                      |
| 2014 | One More Day (Stay with Me) Live Life Living           | — | — | — | UK4 (6 Wo.)UK | Erstveröffentlichung: 20. Juni 2014                      |
| 2015 | Whisky Story –                                         | — | — | — | UK96 (1 Wo.)UK | Erstveröffentlichung: 10. Juli 2015                      |
| 2019 | All Night –                                            | — | — | — | UK87 (1 Wo.)UK | Erstveröffentlichung: 11. Januar 2019                    |
| Folgende Lieder erschienen nicht als Single, wurden aber durch das Album zum Download und Streaming bereitgestellt und konnten somit eine Platzierung erlangen: |                                                        | | | | |                                                          |
| |                                                        | | | | |                                                          |
| 2011 | Shot Yourself in the Foot Again Playing in the Shadows | — | — | — | UK82 (2 Wo.)UK | mit Skream                                               |

Weitere Singles
- 2007: I Don’t Want To
- 2007: So Many Roads
- 2008: Me & Mandy
- 2014: 10 Million People
- 2016: Later
- 2018: The Answer
- 2018: Nine Point Nine (mit Grim Sickers & Bonkaz)
- 2018: Back for More (mit Rude Kid)
- 2018: Show Me How to Love (feat. Hayla)
- 2018: Sit Down Gary !!!
- 2019: Money
- 2019: Click
- 2019: Do It So Well
- 2020: Back on the Wreck
- 2020: Sun Hits Your Eyes
- 2020: Paperclips (Isolation Freestyle)
- 2020: Erin
- 2020: Oscar (feat. P Money & Harry Shotta)
- 2021: Every Single Time (feat. What So Not & Lucy Lucy)
- 2022: Never Let You Down (mit Kanine feat. Penny Ivy)
- 2022: Deep (mit Bou feat. Nonô)

### Als Gastmusiker
| Jahr | Titel Album                     | Höchstplatzierung, Gesamtwochen, AuszeichnungChartplatzierungen (Jahr, Titel, Album, Platzierungen, Wochen, Auszeichnungen, Anmerkungen) | Höchstplatzierung, Gesamtwochen, AuszeichnungChartplatzierungen (Jahr, Titel, Album, Platzierungen, Wochen, Auszeichnungen, Anmerkungen) | Höchstplatzierung, Gesamtwochen, AuszeichnungChartplatzierungen (Jahr, Titel, Album, Platzierungen, Wochen, Auszeichnungen, Anmerkungen) | Höchstplatzierung, Gesamtwochen, AuszeichnungChartplatzierungen (Jahr, Titel, Album, Platzierungen, Wochen, Auszeichnungen, Anmerkungen) | Anmerkungen |
| Jahr | Titel Album                     | DE | AT | CH | UK | Anmerkungen |
| --- | ------------------------------- | --- | --- | --- | --- | --- |
| 2010 | Game Over Third Strike          | — | — | — | UK22 (10 Wo.)UK | Erstveröffentlichung: 15. November 2010 Tinchy Stryder feat. Example, Tinie Tempah, Professor Green, Giggs, Devlin & Chipmunk |
| 2011 | Unorthodox Black and White      | — | — | — | UK2 Gold · (12 Wo.)UK | Erstveröffentlichung: 17. April 2011 Wretch 32 feat. Example                                                                  |
| 2012 | Daydreamer The Evolution of Man | — | — | — | UK39 (1 Wo.)UK | Erstveröffentlichung: 14. März 2012 Flux Pavilion feat. Example                                                               |
| 2012 | We’ll Be Coming Back 18 Months  | — | — | — | UK2 Platin · (17 Wo.)UK | Erstveröffentlichung: 27. Juli 2012 Calvin Harris feat. Example                                                               |
| 2013 | Thursday Electric               | — | — | — | UK61 (1 Wo.)UK | Erstveröffentlichung: 4. November 2013 Pet Shop Boys feat. Example                                                            |
| Folgende Lieder erschienen nicht als Single, wurden aber durch das Album zum Download und Streaming bereitgestellt und konnten somit eine Platzierung erlangen: |                                 | | | | | |
| |                                 | | | | | |
| 2010 | Monster Alive Till I’m Dead     | — | — | — | UK29 (6 Wo.)UK | Erstveröffentlichung: 1. Oktober 2010 Ersteinstieg bereits im Juli 2010 Professor Green feat. Example                         |

Weitere Gastbeiträge
- 2015: Reflections (Jacob Plant feat. Example)
- 2016: Don’t Wait (KO:YU feat. Example)
- 2018: In the Zone (Jauz feat. Example)
- 2018: Sink or Swim (mit Luude feat. Georgi Kay)
- 2018: Drops (mit Darkzy)
- 2020: Round and Round (Professor Green feat. Example)

## Statistik

### Chartauswertung
|                     | DE    | AT    | CH    | UK    |
| ------------------- | ----- | ----- | ----- | ----- |
| Nummer-eins-Alben   | DE—DE | AT—AT | CH—CH | UK1UK |
| Top-10-Alben        | DE—DE | AT—AT | CH—CH | UK3UK |
| Alben in den Charts | DE1DE | AT—AT | CH1CH | UK6UK |

|                       | DE    | AT    | CH    | UK     |
| --------------------- | ----- | ----- | ----- | ------ |
| Nummer-eins-Singles   | DE—DE | AT—AT | CH—CH | UK2UK  |
| Top-10-Singles        | DE1DE | AT—AT | CH—CH | UK8UK  |
| Singles in den Charts | DE2DE | AT2AT | CH1CH | UK24UK |

### Auszeichnungen für Musikverkäufe
| Goldene Schallplatte - Kanada - 2023: für die Single We’ll Be Coming Back - Neuseeland - 2010: für die Single Kickstarts Platin-Schallplatte - Australien - 2011: für die Single Changed the Way You Kiss Me - Neuseeland - 2014: für die Single We’ll Be Coming Back 2× Platin-Schallplatte - Brasilien - 2021: für die Single We’ll Be Coming Back - Dänemark - 2013: für das Streaming We’ll Be Coming Back | 3× Platin-Schallplatte - Australien - 2018: für die Single We’ll Be Coming Back - Schweden - 2013: für die Single We’ll Be Coming Back |

Anmerkung: Auszeichnungen in Ländern aus den Charttabellen bzw. Chartboxen sind in ebendiesen zu finden.
| Land/RegionAuszeichnungen für Musikverkäufe (Land/Region, Auszeichnungen, Verkäufe, Quellen) | Silber     | Gold     | Platin       | Verkäufe  | Quellen                       |
| -------------------------------------------------------------------------------------------- | ---------- | -------- | ------------ | --------- | ----------------------------- |
| Australien (ARIA)                                                                            | —          | —        | 4× Platin4   | 280.000   | aria.com.au                   |
| Brasilien (PMB)                                                                              | —          | —        | 2× Platin2   | 120.000   | pro-musicabr.org.br           |
| Dänemark (IFPI)                                                                              | —          | —        | 2× Platin2   | —         | ifpi.dk                       |
| Deutschland (BVMI)                                                                           | —          | Gold1    | —            | 150.000   | musikindustrie.de             |
| Kanada (MC)                                                                                  | —          | Gold1    | —            | 40.000    | musiccanada.com               |
| Neuseeland (RMNZ)                                                                            | —          | Gold1    | Platin1      | 22.500    | aotearoamusiccharts.co.nz NZ2 |
| Schweden (IFPI)                                                                              | —          | —        | 3× Platin3   | 120.000   | sverigetopplistan.se          |
| Vereinigtes Königreich (BPI)                                                                 | 2× Silber2 | 5× Gold5 | 6× Platin6   | 4.800.000 | bpi.co.uk                     |
| Insgesamt                                                                                    | 2× Silber2 | 8× Gold8 | 18× Platin18 |           |                               |